# Stephostethus paradoxus
Stephostethus paradoxus es una especie de coleóptero de la familia Latridiidae.

## Distribución geográfica
Habita en Bihar (India).